# Adnan Pachachi
Adnan Muzahim Amin al-Pachachi (født 14. maj 1923, død 17. november 2019) var en irakisk politiker, der var præsident for det irakiske regeringsråd i januar 2004. Adnan Pachachi var sunni-muslim.